# Бёрч, Артур Джон
Артур Джон Бёрч (англ. Arthur John Birch; 3 августа 1915 — 8 декабря 1995) — австралийский учёный, специализировавшийся в области органической химии. Внёс вклад в развитие биохимии и металлорганической химии, наиболее известен благодаря реакции восстановления ароматических соединений раствором натрия и этанола в жидком аммиаке, названной его именем. Восстановление по Бёрчу используется в органическом синтезе, в частности при модификации стероидов. В 1948 году впервые опубликовал полный синтез мужского полового гормона — 19-нортестостерона.
Член Лондонского королевского общества (1958), иностранный член АН СССР (1976), вице-президент Королевского Австралийского Химического Института (1976—1977), президент Королевского Австралийского Химического Института (1977—1978).

## Биография

### Ранние годы
Артур Бёрч родился в Сиднее 3 августа 1915 года, был единственным ребёнком в семье. Отец Спенсер Бёрч родился в Нортгемптоншире, Англия, жил в Канаде, Фиджи и Новой Зеландии, где познакомился с Лили Бэйли, эмигрировавшей из центральной части Тасмании. Спенсер Бёрч работал шеф-поваром в крупном отеле в Сиднее, а позже был менеджером в кафетерии Woolworth. Артур родился через год после переезда пары в Сидней, учился в школе в пригороде Вуллахры, окончив которую был зачислен в Сиднейскую техническую среднюю школу.
В 1932 году выиграл грант на бесплатное обучение в Сиднейском университете. После смерти отца в 1937 году Артур работал для обеспечения себя и семьи, получение стипендии в конце первого года обучения позволило продолжить учёбу. После окончания университета в 1936 году Бёрч был отмечен медалью Университета по химии.
Научная деятельность Бёрча во время обучения под руководством профессора Дж. К. Эрла заключалась в анализе пиперитона, получаемого из эвкалиптового масла. В 1938 году Бёрч был награждён стипендией Королевской Комиссии для получения степени доктора в Англии, (в Австралии в то время научные степени по химии не присуждались).

### Работа в университетах Великобритании, Австралии и США
В 1938 году Бёрч переехал в Оксфорд, Англия, где в рамках работы над диссертацией под руководством доктора Роберта Робинсона занимался изучением карбоновых кислот, в частности структурой жирных кислот, входящих в состав липидных мембран микобактерий. В 1940 году Бёрч прекратил работу с жирными кислотами. В 1942 году Артур Бёрч стал сотрудником Imperial Chemical Industries и получил грант на исследования в области синтеза аналогов стероидных гормонов. Данная работа стала основной отраслью фармацевтической промышленности. С 1949 года Артур Бёрч продолжил исследования по синтезу стероидов в Кембридже совместно с Х. Смитом, которые начал в ICI. Его деятельность была сосредоточена на определении новых структур природных соединений.
В 1951 году Бёрч переехал в Австралию по приглашению химического факультета Сиднейского университета, деканом которого он стал в 1952 году. Оснащение лабораторий и финансирование университета оставляло желать лучшего, поэтому приходилось прибегать к финансовой поддержке фондов Наффилда и Рокфеллера. В 1954 году Бёрч был избран членом Австралийской академии наук. В 1955 году получил предложение возглавить кафедру фундаментальной химии в Исследовательской школе Физических наук в новом Австралийском национальном университете (ANU) в Канберре. Ввиду плохого финансирования университетов в Австралии Бёрч предпочёл ANU Манчестерский университет, куда переехал в 1956 году. Данный поступок учёного привел к последующей реорганизации австралийских университетов. Позднее Бёрч заметил: «Своим демонстративным уходом я, вероятно, внес свой самый большой вклад в австралийскую университетскую систему».
В Манчестере Бёрч продолжил сотрудничество с Х. Смитом в рамках исследования половых гормонов и других природных соединений, которые интересовали его вплоть до выхода на пенсию. В 1958 году Бёрч был избран членом Королевского Научного Общества, создал и возглавил первый Факультет биологической химии в Манчестере. Бёрч присутствовал на 1-м симпозиуме IUPAC по природным соединениям, который состоялся в Сиднее, Канберре и Мельбурне в 1960 году. Бёрч был инициатором создания в Канберре Исследовательской школы химии в ANU, с 1965 года был избран деканом (до 1976 года), что стало одной из причин его переезда в Канберру в 1967 году. Впоследствии главное здание Исследовательской школы было названо в честь Артура Бёрча. В 1977-1978 годах был избран вице-президентом, а впоследствии и президентом Королевского Австралийского Химического Института.

### Отставка и пенсионные годы
В 1980 году Артур Бёрч вышел на пенсию в должности профессора кафедры органической химии в ANU, однако и после этого продолжал организационную и научную деятельность. В 1994 году стал почётным стипендиатом Королевского Австралийского Химического Института. В 1982—1986 годах являлся президентом Австралийской академии наук. В 1979—1987 годах был консультантом проекта Программы развития ЮНЕСКО «Усовершенствование исследований и преподавания в университетах» в Китайской Народной Республике.
Научная автобиография Бёрча («Видеть очевидное»), была написана в течение последних 10 лет его жизни для серии «Профили, пути и мечты Американского химического общества. Автобиографии видных химиков», была опубликована незадолго до его 80-летия в августе 1995 года.
Артур Бёрч умер в Канберре 8 декабря 1995 года.

## Научная деятельность и достижения

### Разработка реакции восстановления
В рамках исследования по синтезу стероидных гормонов Артур Бёрч разработал метод восстановления производных ароматических соединений до дигидропроизводных под действием натрия и этанола в жидком аммиаке. Продукты данной реакции являются прекурсорами для получения стероидных гормонов и их аналогов. Важным является устойчивость предшественников природных соединений ко многим изменениям с сохранением функциональных групп, необходимых для их синтеза.
Первым прямым применением нового метода получения аналогов стероидных гормонов было превращение глицеринового эфира эстрадиола в 19-нортестостерон с помощью неконъюгированного изомера. 19-Нортестостерон оказался мощным анаболическим андрогеном, а неконъюгированный изомер был эстрогеном.
Берч также предположил механизм открытой им реакции (рис. 1). Его заключительная работа по данной теме появилась в сотрудничестве с Лео Радом, который использовал ab initio вычисления для обоснования механизма, уже описанного в ранней экспериментальной работе. Метоксибензол присоединяет сольватированный электрон из раствора натрия в аммиаке, обратимо превращается в ион-радикал, который, в свою очередь, присоединяет протон из спирта. Полученный нейтральный радикал обратимо присоединяет второй электрон с образованием стабилизированного аниона. Окончательное присоединение второго протона к этому аниону практически необратимо в обычных условиях восстановления по Бёрчу и приводит к термодинамическому продукту — 2,5-дигидро-1-метоксибензолу.
Рис.1. Схема механизма реакции восстановления по Бёрчу
Хотя восстановление по Берчу, безусловно, являлось его главным научным достижением в Оксфорде, он также внес вклад в некоторые исследования Робинсона в области синтеза стероидов, включая широко применимый метод введения угловых метильных групп.

### Поликетидная теория ароматического биосинтеза
Исследование происхождения растущего числа фенольных соединений, выделенных из природных источников, в частности из новогвинейского дерева, привело к поликетидной теории биосинтеза ароматических соединений. Бёрч предположил, что сцепление ацетатных единиц голова к хвосту может приводить к фенольным веществам несколькими способами. В частности, замыкание цикла поликетоновых интермедиатов посредством альдольной конденсации или C-ацилирования может приводить к производным орцинола или флороглюцина соответственно (рис. 2).
Кислота, инициирующая цепь, может быть уксусной или другой природной алифатической, ароматической кислотой, например, гидроксикоричная кислоты. Стильбены и флавоноиды также могут являться инициаторами реакции.
Рис.2. Схема синтеза фенольных соединений в процессе биосинтеза.
Биохимическое доказательство гипотезы было получено при изучении распределения радиоактивного углерода в 6-метилсалициловой кислоте. Данная кислота была выделена из гриба Penicíllium griseofúlvum, растущего в среде, содержащей [карбоксил-14C]-меченную уксусную кислоту.

### Синтез металлоорганических соединений
В 1960-е годы Бёрчем и Смитом был получен ряд трикарбонильных комплексов железа и изучена их реакционная способность с рядом соединений. При этом разработанный метод используется для синтеза соединений и разделения полученных изомеров с целью получения промежуточных звеньев биохимического пути.

## Награды и научное признание

### Премии и награды
- Университетская медаль по химии, Сиднейский университет (1937).
- Премия Эрнеста Гюнтера (1963).
- Премия Франклина за выдающийся вклад в химию (1963).
- Медаль Дэви (1972).
- Медаль Флинтоффа, Химическое общество (1972).
- Медаль Мэтью Флиндерса(1972).
- Премия Роберта Робинсона (1981).
- Премия Королевского химического общества (1982).
- Премия Тетраэдр за творчество в области органической химии (1987).
- Медаль ANZAAS (1990).

### Почетные звания
- Магистр Манчестерского университета (1962).
- Иностранный член АН СССР (1976).
- Почётный доктор наук Сиднейского университета (1977).
- Кавалер ордена Святого Михаила и Святого Георгия (1979).
- Почетный член Королевского химического общества (1980).
- Почётный доктор наук Университет Монаша (1982).
- Почётный доктор наук Манчестерского университета (1982).
- Почетный член Королевского общества Нового Южного Уэльса (1986).
- Почетный член Королевского Австралийского Химического Института (1994).

### Членства в различных организациях
- Член Австралийской академии наук (1954).
- Член Королевского общества (1958).
- Член Королевского химического института (1960).
- Член Королевского Австралийского Химического Института (1968).

В честь Артура Бёрча названа Медаль, которая вручается Отделом органической химии Королевского Австралийского Химического Института с 1992 года. В 1995 году Главное здание Исследовательской школы химии Австралийского национального университета носит имя Артура Бёрча.

## Научные труды
У Артура Бёрча насчитывается около 460 публикаций, среди которых 1 монография и 2 патента.